# Lettera al re
Lettera al re (The Letter for the King) è una miniserie televisiva sviluppata da Will Davies e FilmWave e prodotta da Netflix, basata sull'omonimo romanzo di Tonke Dragt. Tutti e sei gli episodi della serie sono stati distribuiti sulla piattaforma streaming di Netflix il 20 marzo 2020.

## Trama
I regni di Dagonaut e Unauwen sono in guerra con lo sconfinato territorio di Eviellan. Lo spietato principe Viridian, secondogenito del re di Unauwen, semina distruzione e morte nella sua campagna di conquista, ma persegue un obiettivo più grande e oscuro. In mezzo a tutto questo, a Dagonaut, il giovane aspirante cavaliere Tiuri riceve per un caso il compito di consegnare una misteriosa lettera al re di Unauwen, che potrebbe cambiare le sorti del conflitto.

## Episodi
| Stagione       | Episodi | Prima TV originale | Prima TV Italia |
| -------------- | ------- | ------------------ | --------------- |
| Prima stagione | 6       | 2020               | 2020            |

## Personaggi

### Personaggi Principali
Tiuri, interpretato da Amir Wilson: un ragazzo di sedici anni che vive nel regno di Dagonaut, è stato adottato da Ser Tiuri il Valoroso e cresciuto come fosse figlio suo. Nonostante non abbia grandi doti come cavaliere cerca in tutti i modi di non deludere il padre e partecipa al torneo dei novizi per l'investitura da cavaliere.
Lavinia, interpretata da  Ruby Ashbourne Serkis: figlia del governatore di Mistrinaut. Ribelle e scaltra, sogna una vita diversa e diverrà compagna di viaggio di Tiuri. Il suo obiettivo è quello di poter disegnare una mappa della zona che permetta di riaprire le tratte commerciali che portano a Mistrinaut.
Principe Viridian, interpretato da Gijs Blom: secondogenito del re di Unauwen, è un condottiero spietato e assetato di potere che nasconde molti lati oscuri, è l'antagonista principale della prima stagione. Sta cercando di evocare un antico potere per fronteggiare un grande male annunciato da una leggenda.
Jussipo: è uno dei novizi che gareggiano insieme a Tiuri per diventare cavalieri. È molto ironico e suona il liuto. È interpretato da Jonah Lees
Foldo: è uno dei novizi che gareggiano insieme a Tiuri per diventare cavalieri. È il più timido e riflessivo del gruppo. È interpretato da Jack Barton.
Iona: è una dei novizi che gareggiano insieme a Tiuri per diventare cavalieri. È sarcastica e abile nel combattimento. È interpretata da Thaddea Graham.
Arman: è uno dei novizi che gareggiano insieme a Tiuri per diventare cavalieri. Figlio di Ser Frantumar, non vede Tiuri di buon occhio. È interpretato da Islam Bouakkaz.

### Personaggi Secondari
- Piak: fratello minore di Jussipo. È interpretato da Nathanael Saleh.
- Regina Alianor: sovrana del regno di Dagonaut. È interpretata da Emilie Cocquerel.
- Darya: madre di Tiuri, originaria del regno di Eviellan. È interpretata da Kemi-Bo Jacobs.
- Ser Tiuri il Valoroso: padre adottivo di Tiuri, salvò lui e sua madre quando erano ridotti in catene. È interpretato da David Wenham.
- Ser Frantumar: padre di Arman. È un uomo crudele e senza scrupoli. È interpretato da Omid Djalili.
- Jaro: capo dei Cavalieri Rossi al servizio del principe Viridian, che daranno la caccia a Tiuri durante la sua missione. È interpretato da Peter Ferdinando.
- Principe Iridian: primogenito del re di Unauwen ed erede al trono. È interpretato da Jakob Oftebro.
- Il cavaliere nero: è un leggendario soldato dell'esercito di Unauwen. È lui a consegnare a Tiuri la lettera che dovrà consegnare al re. È interpretato da Ben Chaplin.
- Governatore di Mistrinaut: padre di Lavinia, uomo venale che pensa esclusivamente al proprio tornaconto. È interpretato da Andy Serkis.

## Accoglienza

### Critica
La serie ha ricevuto un'approvazione del 60% su Rotten Tomatoes, punteggio basato sulla recensione di 20 critici e con una media di 6,69 su 10, il commento della critica sul sito recita "La Lettera per il Re punta alla grandezza, ma la narrazione ha un cattivo andamento e ciò ostacola quello che avrebbe potuto essere un viaggio epico". Su Metacrtic la serie ha ottenuto un punteggio di 55 su 100 con recensioni discordanti e in generale nella media.

## Produzione
Nel luglio 2018 Netflix annunciò il progetto di realizzare una miniserie ispirata al romanzo fantasy di Tonke Dragt De brief voor de Koning con Will Davies come showrunner e produttore esecutivo. La casa di produzione olandese FilmWave ne acquistò i diritti in accordo con la casa editrice Leopold . La serie è girata interamente in inglese. La regia è stata affidata a Felix Thompson, Alex Holmes e Charles Martin.
Il cast è stato annunciato nel dicembre 2018, con Amir Wilson nel ruolo del protagonista, Ruby Ashbourne Serkis nel ruolo di Lavinia e Gijs Blom in quello dell'antagonista Viridian.
La serie è stata girata principalmente in Nuova Zelanda e a Praga, in Repubblica Ceca.
Le prime fotografie promozionali della serie sono state rilasciate a gennaio 2020, mentre a febbraio 2020 è stato rilasciato il primo trailer.